# Carlo Van Neste
Carlo Van Neste (Kortrijk, 1 april 1914 - Brussel, 12 juli 1992) was een Belgisch violist. Hij wordt gezien als een vertegenwoordiger en boegbeeld van de Belgische Vioolschool

## Levensloop
De voornaam van Carlo Van Neste, geboren als Carl Van Neste, werd reeds in zijn eerste levensjaren die hij gevlucht in Nederland doorbracht, aangepast. Hij studeerde al van zeer jonge leeftijd viool, zijn drie jaar oudere zus Rosane piano. In 1924 is hij de laureaat van de eerste prijs viool met grootste onderscheiding te Antwerpen. In 1925 mag hij auditie spelen voor Eugène Ysaÿe in diens villa La Chanterelle in Het Zoute. Van Neste speelt Vieuxtemps en Wieniawski en Ysaÿe accepteert hem op te leiden.
Van Neste debuteerde op twaalfjarige leeftijd met een optreden samen met de London Philharmonic Orchestra wat de start van zijn internationale carrière betekende. Hij speelde naast in het Verenigd Koninkrijk, ook in Nederland, Frankrijk en België. Hij wordt geïntroduceerd in de Belgische kunstwereld in het Atelier Marcel Hastir. Aan het Koninklijk Conservatorium Brussel behaalt hij eerste prijzen harmonieleer, contrapunt en fuga en is de laureaat van de prix Vieuxtemps (Verviers, 1933), de prix Kreisler (Liège, 1934) en de vermeil medaille van het Concours International de Vienne (1937). In 1937 vervolmaakte hij zich aan de École Normale de Musique de Paris, bij Jacques Thibaud. Van 1937 tot 1942 kreeg hij ook particulier onderwijs van George Enescu.
In 1942 krijgt hij een aanstelling als docent aan het Koninklijk Conservatorium Brussel, evenals aan de Muziekkapel Koningin Elisabeth en aan het Utrechts Conservatorium. Twee van zijn bekende leerlingen waren Edith Volckaert en Véronique Bogaerts, beide behorend tot de finalisten-laureaten van de Koningin Elisabethwedstrijd.
Van Neste speelde onder meer in het Trio Van Neste, later hernoemd tot het Trio Reine Elisabeth de Belgique bestaande uit pianist Naum Sluzsny, violist Carlo Van Neste en cellist Eric Feldbusch.

## Erkenning
Na zijn overlijden werd een vzw opgericht ter zijner gedachtenis. Voorzitster van het gezelschap is Carlo Van Nestes dochter, Dominique. Een van de initiatieven van de vzw is het ter beschikking stellen van violen aan jonge talenten. Onder meer Lorenzo Gatto speelt met een viool van de vzw Carlo Van Neste. In 2005 werd met de zegen van Dominique Van Neste een nieuw Trio Carlo Van Neste opgericht, als eerbetoon voor het oorspronkelijk Trio Carlo Van Neste. Cellist Alexandre Debrus is een sleutelfiguur. Aan de viool speelden in het trio reeds Wibert Aerts, Noé Inui, Alissa Margulis en meest recent Maya Levy. Karin Lechner volgde Sébastien Lienart op aan de piano, zij werd op haar beurt opgevolgd door Alexander Mogilevsky.
- Bibsys: 15013576
- Biblioteca Nacional de España: XX5015229
- Gemeinsame Normdatei: 132754290
- International Standard Name Identifier: 0000 0001 1444 6159
- Library of Congress Control Number: no88005091
- MusicBrainz: 4c981b45-101b-48ad-8aeb-2d3e5fc25584
- Nationale Bibliotheek van Israël: 987012502074105171
- Virtual International Authority File: 55316489
- WorldCat: E39PBJtcHrbYt8fwbQ3Frwvrbd